# Antisocialt beteende

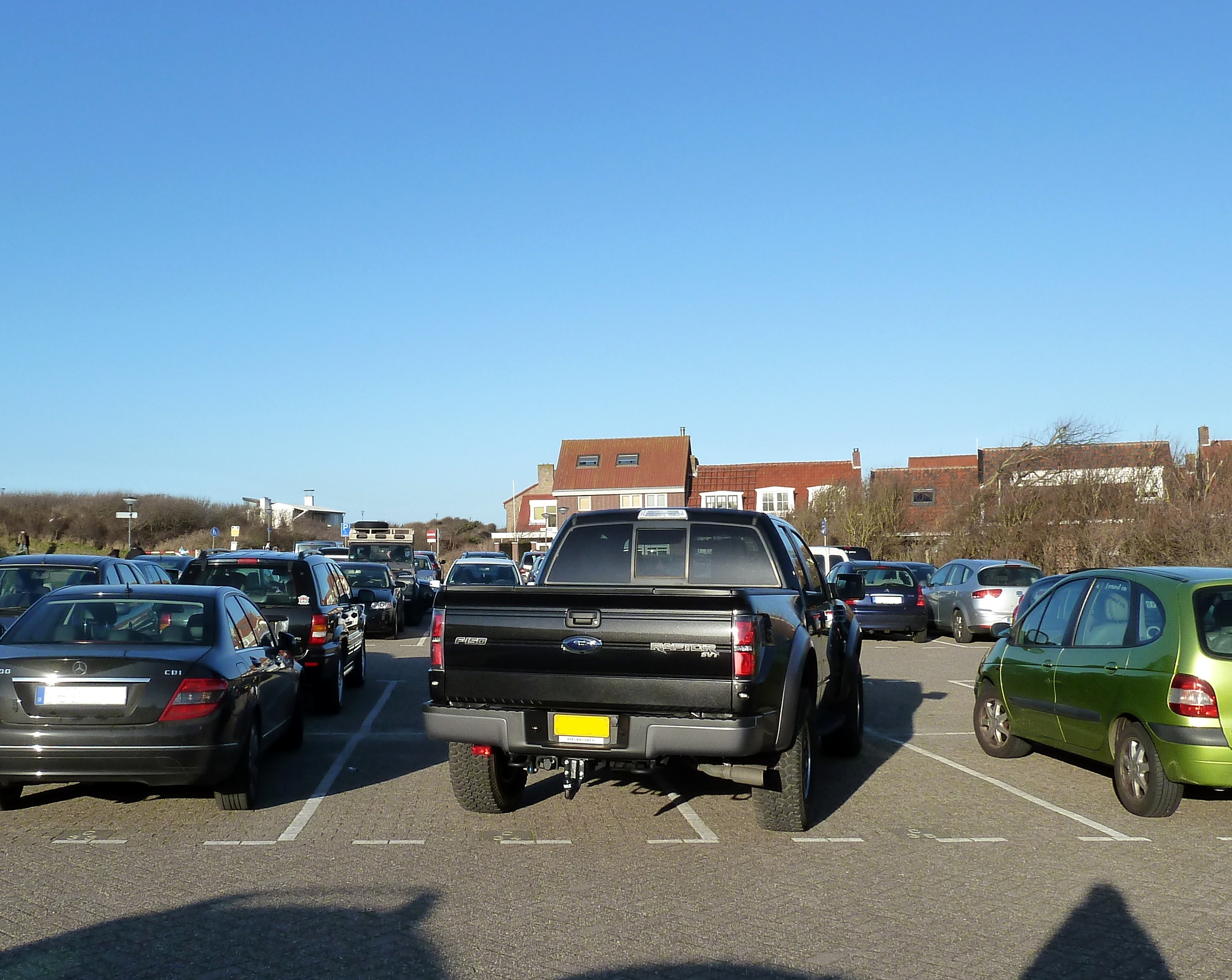
Att parkera snett på två parkeringsrutor kan vara antisocialt.

Ett antisocialt beteende är ett beteende som visar brist på omdöme och hänsyn till andra människor eller andras egendom. Ett antisocialt beteende som sträcker sig över en längre tid kan vara ett tecken på en antisocial personlighetsstörning (ASPS) eller bland minderåriga uppförandestörning. Det antisociala beteendet utgörs även av avvikelser och sociala normbrott från vad som anses som ett korrekt sätt att vara. Begreppets innebörd är därmed förändlig och beroende av bland annat tidsandan.
Varken antisocialt beteende eller tendenser till antisocialt beteende leder med nödvändighet till kriminalitet. Däremot innebär det ökad sannolikhet för en sådan utveckling. Hur kraftigt förhöjd risken är beror av typ av antisocialt beteende, hur många som samspelar, ålder, livssituation med mera.
Denna betydelse av ordet ”antisocial” är en anglicism i svenska.

## Begreppet
Begreppet antisocialt beteende har ett vidare innehåll än begreppet brott. Begreppet har valts för att undkomma situationer där snabba förändringar sker i vad som är kriminellt och inte. Gränsen mellan vad som är ett betydande avvikande beteende eller socialt accepterat är inte beständig. Beteenden som tidigare varit kriminaliserade kan med tiden komma att avkriminaliseras och tvärtom. Hit hör exempelvis att gå mot röd gubbe som tidigare var kriminellt i Sverige men nu är avkriminaliserat (däremot inte legaliserat). Det är inte ovanligt att ett avvikande beteende med tiden kan börja anses normalt om vanligheten i beteendet ökar och motsatta förhållandet råder givetvis. Ett område som för närvarande (2014) går åt motsatt håll är exempelvis rökning där acceptansen stadigt minskat i västvärlden och samhällen har infört allt hårdare lagar om var det inte är tillåtet att röka samt i omgångar höjt skatten på tobak.

### Ordets ändrade betydelse
”Antisocialt beteende” är en anglicism i svenska. Ordet ”antisocial” hade ursprungligen betydelserna ”samhällsskadlig” och ”osocial”. Socialt välfungerande personers och företags handlingar, och politiska beslut, kunde betecknas som ”antisociala” om de ansågs ha dåliga följder för samhället. En liberal politiker kunde 1920 säga att ”centern [betydde 1920 ”den politiska mitten”] kräver att de rika skola bära skattebördan i förhållande till deras förmåga och vill för övrigt ej tillåta att äganderätten skall utövas i antisocial anda”. ”Antisocial” förknippades i dåvarande språkbruk oftast inte med personlighetsstörning och utanförskap. I Svenska Akademiens ordlista (2015 års upplaga) och Svensk ordbok (2009) anges fortfarande ”asocial” som det svenska ordet för att bryta mot eller avvika från samhällets normer. Det under 1900‑talet mindre vanliga ordet ”antisocial” finns ännu ej medtaget i 2015 och 2009 års upplagor.

### Psykiatrisk diagnos
Uppförandestörning (en. conduct disorder) är den psykiatriska diagnos som bäst motsvarar antisocialt beteende. Det handlar dels om handlingar som faller inom kategorin lagbrott och dels om faktorer som ökar risken för den typen av handlingar hos ungdomar och vuxna. Lagöverträdelser är i sig inte kvalificerande för beteckningen allvarlig uppförandestörning. Svagheten med psykiatriska diagnoser är att de beskriver individens beteende, men inte de sociala omständigheterna kring problembeteendet. Detta innebär att frågor som är viktiga för att avhjälpa svårigheterna inte ingår i beskrivningen av problemet.

### Föränderlighet
Begreppet antisocialt beteende är inget som är fast eller skrivet i sten. Sedan begreppet myntades på 1930-talet i USA har det skett förändringar i dess innebörd. I början räknades antisocialitet till personer som exempelvis kulturellt och politiskt motsatte sig det etablerade samhället, personer som gick på socialbidrag, homosexuella, radikala konstnärer och till och med ursprungsbefolkningar (se exempelvis Brottsprevention i historien).
Ett ytterligare gränsdragningsproblem, förutom föränderligheten i tiden, är vid tillämpningen av begreppet avvikande beteende mellan sådant beteende som är ovanligt men accepterat och sådant som är avvikande i betydelsen inte accepterat. Här kan ett sådant gränsdragningsproblem vara mellan ett omfattande alkoholintag och alkoholism. Vad är att anse är ett normalt intag och vad är att anse vara det patologiska intaget?
Problem kan även förekomma i användningen då människors utsatthet kan skapa egna normer och värderingar (se subgrupp) för att överleva i det etablerade samhället, det vill säga skapa beteenden som är oacceptabla i samhället men som är naturliga i gruppen.

### Exempel på antisocialitet
Nedan följer några få exemplifierande punkter för att visa hur brett begreppet är. Detta får illustrera det svårhanterliga i det som beskrivits ovan. Det bör även tas i beaktande att vad som anses som antisocialt i en kulturell kontext kanske inte gör det i en annan. Därför är nedanstående punkter ingen objektiv sanning som kan tillskrivas alla länder i världen.
- Lögner och bedrägeri
- Manipulativitet
- Hot
- Mobbning
- Nedskräpning
- Urinering på offentliga platser
- Skadegörelse
- Snatteri, stöld och rån
- Att störa omgivningen (hög musik, skrik, svordomar)
- Låna pengar utan att betala tillbaka
- Djurplågeri

## Riskfaktorer
Riskfaktorer är variabler som uppvisat ett samband med ett givet utfall, till exempel en beteendestörning, men det behöver inte finnas ett direkt orsakssamband mellan riskfaktorn och det bestämda utfallet. Annorlunda uttryckt, om en individ presterar dåliga resultat i skolan, så är sannolikheten större att en störning utvecklas jämfört med om individen presterade goda resultat. Detta betyder dock inte att det är de dåliga skolresultaten som orsakar beteendestörning. Flera studier av orsakssamband har emellertid visat att antisocialt beteende är direkt kopplat till egenskaper hos ungdom, familj, vänner, skolengagemang och närmiljö:
- Antisociala- prokriminella attityder, värderingar och antaganden om hur socialt samspel fungerar.[2]
- Prokriminella vänner och isolering från ungdomar utan allvarliga problem av denna art.[2]
- Hett temperament, personlighetsfaktorer såsom psykopatologi, impulsivitet, egocentricitet, lägre intelligens än genomsnittet och bristande problemlösningsförmåga.[2]
- En lång historia av problembeteende från tidig ålder.[2]
- Föräldrar som själva är kriminella.[2]
- Andra psykosociala problem i familjen såsom omsorgssvikt.[2]
- Låg utbildningsnivå och dåliga prestationer.[2]

Mindre viktiga faktorer kan vara sämre socioekonomisk situation eller låg självkänsla, ångest, depression samt ett antal biologiska och neuropsykiatriska indikatorer.

## Behandlingsprogram
I en systematisk litteraturgenomgång från 2016 över program för ungdomar med antisocial problematik inom institutionsvård visade SBU att det saknades tillräckligt vetenskapligt underlag för att bedöma ett antal program för behandling av antisocial problematik. Man såg att A-CRA (inclusive case manager) minskade risken för återfall i bruk av marijuana, men även här var underlaget begränsat.
Detta menade man dock inte i sig motiverar att program tas bort från befintlig verksamhet, eller att nya lovande program införs. Däremot krävs strukturerade former för att avveckla, bibehålla och införa program.